# Pokémon Let's Go Pikachu і Let's Go Eevee
Pokémon: Let's Go, Pikachu! і Let's Go, Eevee! (яп. ポケットモンスター Let's Go! ピカチュウ・Let's Go! イーブイ, покетто монсута: летс гоу Пікатю:・летс гоу І:бі, «Покемон: Let's GO Пикачу і Let's GO Іві») — японські рольові ігри, розроблені Game Freak та опубліковані The Pokémon Company та Nintendo для консолі Nintendo Switch. Вони є римейками Pokémon Yellow, але з впровадженням деяких ігрових механізмів Pokémon Go (з можливістю інтеграції з ним) та підтримкою нового контролера Poké Ball Plus. Гра вийшла одночасно у всьому світі 16 листопада 2018 року, а 23 листопада 2018 року у продаж надійшла консоль Nintendo Switch з ексклюзивним дизайном Pokémon.

## Ігровий процес

Скріншот із потоку Nintendo Treehouse на Electronic Entertainment Expo 2018 (E3 2018), на якому зображено гравця, який гуляє у зарості високої трави

Сюжет покемонів: Let's Go, Pikachu! і Let's Go, Eevee! розташовується у регіоні Канто і включає 151 оригінальних покемонів та їх мега-форми з Pokémon X та Pokémon Y та Pokémon Omega Ruby та Alpha Sapphire, а також алолійські форми з Pokémon Sun та Moon. В Let's Go, Pikachu! і Let's Go, Eevee! загальні елементи ігрового процесу основної серії (битви з тренерами, які не контролюються гравцями та керівниками тренажерних залів) збереглися, однак, щоб зловити диких покемонів, вам потрібно буде кинути в них Pokeball (механіка з Pokémon Go) за допомогою контролерів Joy-Con (за допомогою кидання руху або натискання кнопки та прицілювання, якщо контролер приєднаний до консолі) або Poké Ball Plus.
Елементи управління дозволяють гравцеві використовувати лише один Joy-Con, тому Let's Go Pikachu та Let's Go Eevee підтримують багатокористувацьку гру на одному екрані. Потрясіть другий Joy-Con, щоб почати грати. Другий гравець зможе допомогти першому в боях (тоді є два проти покемонів одного супротивника) і ловити диких покемонів, що дозволить вам зробити два кидки покеболу, що збільшить шанс бути спійманим.
Залежно від версії, на початку гри головний герой отримає або Пікачу, або Іві, щоб сидіть на його плечі під час подорожі регіоном Канто, який вперше з'явився у Pokémon Yellow. Він помахає хвостом, коли гравець пройде поруч із прихованим предметом, або подасть його йому сам. Супутника можна одягати і розчісувати. Гравець може вибрати другого компаньйона Покемона, як у Pokémon HeartGold та SoulSilver, і навіть їздити на великих, наприклад, у Pokémon X та Pokémon Y або Pokémon Sun і Moon. На відміну від попередніх частин, у нових іграх дикі покемони видно гравцеві (у попередніх частинах вони нападали на гравця у випадковому порядку під час прогулянки по високій траві чи печерах), і він сам вирішує, підходити до них чи ні. Після цього на екрані бою з'явиться покемон, кнопка для годування його заспокійливими ягодами та піктограма Pokéball (як у Pokémon Go). Дикі покемони, яких гравець може спіймати, різні в кожній версії (наприклад, Оддіша, Сендшрю і Гроуліта можна зловити лише у версії з Пікачу, а Беллспрейт, Вальпікс та Мьювт — з Плющем).
Як і у всіх основних частинах, у Let's Go Pikachu та Let's Go Eevee феномен еволюції покемонів залишиться, однак отриманий на початку оповідання пікачу або іві не зможе еволюціонувати. При бажанні гравець може зловити покемонів того ж виду, що і початковий, і розвинути його. Машини для розведення покемонів та приховані навички були ліквідовані.
Очки досвіду, як і у всіх основних частинах, починаючи з Pokémon X та Pokémon Y, можна отримати не тільки в боях, але й шляхом ловлі диких покемонів, однак у Let's Go Pikachu та Let's Go Eevee кількість отриманих балів залежить від точність і хронометраж рухів при киданні в покербол. Ігри матимуть так звані «цукерки», які збільшать характеристики покемонів (очки здоров'я, атака, захист, спеціальна атака, особливий захист і швидкість). Їх можна отримати, надіславши захоплених покемонів професору Оуку через ігрове сховище. Система бойової сили (CP) від Pokémon Go перейшла до Pokémon Let's Go Pikachu та Let's Go Eevee.
Гравці можуть міняти місцями покемонів і битися, коли вони локально або глобально підключені. Водночас система взаємодії спрощена порівняно з попередніми іграми серії. Наприклад, з Покемонів Let's Go Pikachu та Let's Go Eevee зникли Global Trade System, Wonder Trade і Battle Spot-. Для спілкування по глобальній мережі генерується код з трьох покемонів, який обом гравцям необхідно ввести на своїй консолі, після чого вони зможуть обмінятися покемонами або битися між собою. Для цього потрібна підписка на Nintendo Switch Online. Покемони першого покоління та їх алолійські форми з Pokémon Go можна залучити до гри. Після цього вони з'являться в Go Park, ігровому місці, де гравець може ходити в пошуках покемонів, щоб зловити, тоді як покемонів з високим тиском важче зловити (ризик невдачі під час кидання покеболу збільшується). Між іграми можна буде переносити і якісь «подарунки». Інтеграція з Pokémon Go необов'язкова. 25 вересня 2018 р. розробники оголосили, що в іграх з'явиться містичний покемон Мелтан зі сталі, а 10 жовтня 2018 р. — що його неможливо зловити, не передавши жодного покемона з Pokémon Let's Go Pikachu і Let's Go Eevee якогось покемона з Pokémon Go.
18 жовтня 2018 року розробники оголосили про майстер-тренерів. Це персонажі, які не грають, які з'являться в грі після перемоги над усіма користувачами Елітної четвірки і будуть битися один на один на певних покемонах, при цьому використання предметів заборонено. Після перемоги над кожним майстром-тренером гравець отримує титул майстра-тренера виду покемонів, що належить ворогу.
Контролер Poké Ball Plus був розроблений спеціально для Pokémon Let's Go Pikachu та Let's Go Eevee, який також сумісний з Pokémon Go. Його використання необов'язкове. Контролер має форму покерболу, кнопка на якому перероблена в аналогову паличку, на червоній половині м'яча є велика кнопка, яка не виступає за межі сфери. Poké Ball Plus здатний відстежувати рухи, вібрувати (використовуючи функцію HD Rumble), світитися різними кольорами та видавати звуки покемонів. Гравець може натиснути на аналогову паличку, щоб захопити покемонів, а не кидати. 12 червня 2018 року на презентації Nintendo Direct, яка відбулася під час E3 2018, розробники виявили, що Poké Ball Plus буде містити Pokémon Mew, який можна буде перенести в гру..

## Розробка
Покемони Let's Go Pikachu та Let's Go Eevee були оголошені 30 травня 2018 року на прес-конференції в Японії. Ігри націлені в першу чергу на молоде покоління гравців або людей, незнайомих з франшизою. Керівник розробки ігор Дзюн'іті Масуда тоді згадав, що робота над ними ведеться протягом двох років, і підкреслив, що вважає нові ігри римейками Pokémon Yellow, обґрунтувавши свій вибір тим, що Yellow більше подобається юним гравцям, так як більше схожий на аніме «Покемон».
Хоча Pokémon Let's Go Pikachu та Let's Go Eevee — це перші основні ігри для Nintendo Switch, вони не пов'язані з новою грою для консолі, яка була анонсована на E3 2017 під час запуску Nintendo Direct 13 червня 2017 року. 2019).
Масуда зазначив, що він обрав Іві як другого супутника через його популярність серед гравців та велику кількість фанатського мистецтва з ним. Раніше планувалося зробити Псидаку другим супутником, але від цієї ідеї відмовилися, оскільки його колірна гамма схожа на Пікачу.

## Видання
Міжнародні продажі стартували 16 листопада 2018 р. Було оголошено ігрові набори, які включають Poké Ball Plus, а також комплекти, які включають оновлену консоль Nintendo Switch (золотий і коричневий Joy-Con, силуети покемонів на задній панелі консолі та Пікачу). та наліпки Eevee на док -станції). станцій), Poké Ball Plus та одну з двох ігор (Pokémon Let's Go Pikachu або Let's Go Eevee).

## Відгуки
Гра отримала від критиків в основному позитивні відгуки.